# Erythronium klamathense
Erythronium klamathense ist eine Pflanzenart aus der Gattung der Zahnlilien (Erythronium).

## Merkmale
Die Zwiebeln sind 25 bis 40 Millimeter groß und schlank. Die Blätter sind 6 bis 17 Zentimeter lang. Die Blattspreite ist lanzettlich bis beinahe eiförmig, entlang des Mittelnervs mehr oder weniger stark geknickt und grün. Der Blattrand ist ganzrandig bis gewellt. Der Schaft wird 6 bis 20 Zentimeter lang. Der Blütenstand ist ein- bis dreiblütig.
Die Blütenblätter sind 20 bis 35 Millimeter lang und breit lanzettlich. Sie sind zu zwei Dritteln oder mehr weiß und haben an ihrer Basis einen gelben Bereich. Mit der Zeit verfärben sie sich mehr oder weniger stark blassrosa. Die inneren Blütenblätter sind an der Basis leicht geöhrt. Die Staubblätter sind 8 bis 14 Millimeter lang. Die Staubfäden sind schlank und weiß. Die Staubbeutel sind mehr oder weniger stark gelb. Die Griffel sind 4 bis 9 Millimeter lang und weiß. Die Narbe ist nahezu ungelappt. Die Kapseln sind 2 bis 5 Zentimeter groß und beinahe verkehrt-eiförmig.
Die Blütezeit liegt im späten Frühjahr und Sommer von April bis Juni.
Die Chromosomenzahl beträgt 2n = 24.

## Vorkommen
Erythronium klamathense kommt in Kalifornien und Oregon vor. Die Art wächst auf montanen Wiesen und auf Lichtungen in Nadelwäldern in Höhenlagen von 1200 bis 1900 Meter.

## Belege
- Erythronium klamathense in der Flora of North America (Zugriff am 3. November 2010)